# Castelo Asliesk
O Castelo Asliesk (em inglês:  Asliesk Castle) foi um castelo do século XVI localizado em Alves, Moray, Escócia.

## História
O castelo foi um dos mais interessantes exemplos de construção entre o período de 1542 e 1700, restando apenas uma parte do gablete oeste, onde existe uma pedra de armas com a data '1587', sendo a única pedra esculpida do lugar.